# Parasole (określenie)
Parasole – określenie używane na terenie powiatu tarnobrzeskiego w stosunku do mieszkańców lewego brzegu Wisły, szczególnie Sandomierza. Pochodzenie tego określenia związanie jest z okresem zaborów oraz I wojną światową. Sandomierz i Tarnobrzeg były miastami granicznymi dwóch wrogich potęg: carskiej Rosji (Królestwo Kongresowe) i cesarsko-królewskich Austro-Węgier (Galicja). Rosyjskie grzybki wartownicze miały kształt parasoli (słupki z szerokim daszkiem). W czasach późniejszych, po odzyskaniu niepodległości, terminologia ta przetrwała i używana jest do dziś. Współcześnie określenie to ma charakter żartobliwy, bądź pejoratywny w mowie potocznej oraz na forach internetowych. Termin parasole używany jest szczególnie, gdy pragnie się określić mieszkańca lewej strony Wisły jako skąpca. Dla przeciwwagi mieszkańcy Sandomierza i okolic używają terminu żółtobrzuchy, które ma podobne znaczenie i pochodzenie, tyle, że względem ludności Tarnobrzega i okolic.
Przykłady użycia terminu "parasole": Tarnobrzeg.info oraz „Tygodnik Nadwiślański", nr 1500 z 11 lutego 2010 r., str. 5.

## Źródła
- Gość Sandomierski, Ciastko kontra ciastko